# Straßenbahn Wiesloch
Die Straßenbahn Wiesloch stellte die erste Schienenverbindung zwischen der Stadt Wiesloch und der badischen Hauptbahn dar. Sie wurde über die gesamte Zeit als Pferdebahn betrieben. 

## Geschichte
Am 15. April 1843 wurde die Staatsbahnstrecke Heidelberg–Karlsruhe eröffnet, die Teil der badischen Hauptbahn von Mannheim nach Basel war. Der Bahnhof Wiesloch lag rund drei Kilometer westlich der Stadt, so dass dieser nur bedingt Nutzen von der Bahn hatte.
Um ihren Bürgern einen besseren Zugang zur Eisenbahn zu verschaffen, eröffnete die Stadt Wiesloch am 1. September 1886 eine meterspurige Straßenbahn, die vom Postamt im Stadtzentrum bis zum Bahnhof verkehrte. Entsprechend dem Eisenbahnfahrplan wurden etwa 16–18 Fahrten am Tage angeboten. Sie beförderte außer Personen auch Post und Stückgut.
Der Bahnhof hieß zunächst Wiesloch, zumal es auch einen Haltepunkt Walldorf an der Hauptbahn gab, der noch im Jahre 1950 im Kursbuch verzeichnet war, obwohl seit Kriegsende 1945 keine Züge mehr dort hielten. Seit Beginn des 20. Jahrhunderts hieß der für beide Städte zuständige Bahnhof  Wiesloch-Walldorf. Die Pferdebahn von diesem Bahnhof nach der Stadt Walldorf wurde erst im Jahre 1902 eröffnet und 1907 elektrifiziert.
Durch die Badischen Lokal-Eisenbahnen AG (BLEAG) erhielt Wiesloch am 14. Mai 1901 einen Stadtbahnhof in unmittelbarer Nähe des Stadtkerns. Er lag an der Bahnstrecke Wiesloch–Meckesheim, die eine Querverbindung zur Elsenztalbahn von Heidelberg über Sinsheim nach Heilbronn herstellte. Auf dem Abschnitt vom Staatsbahnhof zum Stadtbahnhof und zum Haltepunkt Oberstadt (später: Heilanstalt) – insgesamt 3,8 Kilometer – wurde ein besonders dichter Verkehr angeboten. Daher hat man ihn ab 8. Juli 1901 mit Gleichstrom elektrifiziert und mit zweiachsigen Triebwagen befahren.
Damit war die Pferdebahn überflüssig geworden, auch wenn ihre Trasse dem Leimbach entlang einige hundert Meter nördlich der Lokalbahn verlief. Die Badische Lokal-Eisenbahnen AG erwarb die Pferdebahn und legte sie am 4. Juli 1901 still. Außerdem eröffnete die Deutsche Eisenbahn-Gesellschaft am 23. Juli 1901 von Wiesloch Stadtpark eine elektrische Bahn nach Heidelberg, die 1905 Teil der Heidelberger Straßenbahn und 1973 stillgelegt wurde.